# زمین‌لرزه ۱۹۷۸ میاگی
زمین‌لرزه میاگی  در تاریخ ۱۲ ژوئن ۱۹۷۸ میلادی، برابر با ‎۲۲ خرداد ۱۳۵۷، ساعت ۸:۱۴:۲۶ به زمان یوتی‌سی در ژاپن ، منطقه میاگی رخ داد. ژرفای این زلزله ۵۲٫۷ کیلومتر بود، و بزرگی آن ۷٫۶ در مقیاس Mw اعلام شده‌است. زمین‌لرزه به وقت محلی در روز دوشنبه، ساعت ۱۷ روی داده و منطقه زمانی آن یوتی‌سی +۹ بوده‌است .
سازمان زمین‌شناسی آمریکا نیز رومرکز این زمین‌لرزه را در مختصات و ژرفای آن را در ۴۴ کیلومتر گزارش کرده‌است. بزرگی برگزیدهٔ این سازمان از میان بزرگیهای محاسبه‌شدهٔ مختلف ۷٫۷ در مقیاس Ms بوده و از دید اثر، در میان چهار دسته‌بندی «نامحسوس»، «محسوس»، «زیان‌آور» یا «با تلفات»، زلزله را «با تلفات» اعلام کرده‌است.
پروژهٔ «تنسور گشتاور مرکزوار» زاویه‌های (راستا، شیب، ریک) گسل سازندهٔ زمین‌لرزه و صفحه عمود بر آن را (°۱۸۴، °۱۴، °۵۹) یا (°۳۶، °۷۸، °۹۷) و نوع گسل را «معکوس» فرارسانده‌است.
شمار کشتگان زلزله حدود ۲۲ نفر بوده‌است.تعداد زخمیان ۴۲۱ نفر برآورده شده‌است.

## پیشلرزه
دقایقی پیش از وقوع این زلزله در ساعت ساعت ۸:۰۶:۱۰ به زمان یوتی‌سی پیشلرزه ای با قدرت ۵٫۷ در مقیاس Mb ریشتر به وقوع پیوست.ژرفای این زلزله ۴۵٫۹ کیلومتر بود، و بزرگی آن اعلام شده‌است. زمین‌لرزه به وقت محلی در روز دوشنبه، ساعت ۱۷ روی داده و منطقه زمانی آن یوتی‌سی +۹ بوده‌است . سازمان زمین‌شناسی آمریکا نیز رومرکز این زمین‌لرزه را در مختصات و ژرفای آن را در ۴۵ کیلومتر گزارش کرده‌است. بزرگی برگزیدهٔ این سازمان از میان بزرگیهای محاسبه‌شدهٔ مختلف ۵٫۷ در مقیاس بوده و از دید اثر، در میان چهار دسته‌بندی «نامحسوس»، «محسوس»، «زیان‌آور» یا «با تلفات»، زلزله را «محسوس» اعلام کرده‌است.تعداد زخمیان ۱۳۲۵ نفر برآورده شده‌است.